# Thierry Goudet
Thierry Goudet (Château-Gontier, 11 november 1962) is een Franse voetbalcoach en oud-voetballer. 

## Spelerscarrière
Thierry Goudet debuteerde in 1980 als middenvelder bij Stade Lavallois. Hij groeide uit tot een vaste waarde bij de Franse eersteklasser. In zowel 1982 als 1983 eindigde hij met zijn ploeggenoten op de vijfde plaats in Division 1. In het seizoen 1983/84 mocht Stade Lavallois voor het eerst in haar geschiedenis deelnemen aan de UEFA Cup. In de eerste ronde schakelden Goudet en zijn teamgenoten verrassend Dynamo Kiev uit. Een ronde later werd Stade Lavallois zelf uit het toernooi gewipt door Austria Wien.
In 1986 stapte Goudet over naar Brest Armorique. In zijn tweede seizoen zakte hij met de club naar Division 2. De middenvelder stapte na de degradatie over naar tweedeklasser Stade Rennais. In zijn eerste seizoen zag hij hoe zijn ex-werkgever Brest ten koste van Rennes opnieuw naar de hoogste afdeling promoveerde. Een jaar later steeg ook Rennes opnieuw naar Division 1. De club zakte een jaar later echter terug naar Division 2.
Na zijn tweede degradatie ging Goudet aan de slag bij eersteklasser Le Havre. Na twee seizoenen in de hoogste afdeling keerde hij terug naar Stade Lavallois, dat inmiddels in Division 2 vertoefde. In 1994 zette de 32-jarige Goudet een punt achter zijn spelerscarrière.

## Statistieken
| Seizoen | Club              | Land               | Competitie | Wed. | Goals |
| ------- | ----------------- | ------------------ | ---------- | ---- | ----- |
| 1978/79 | Stade Lavallois B | Vlag van Frankrijk | Division 3 | 12   | 1     |
| 1979/80 | Stade Lavallois B | Vlag van Frankrijk | Division 3 | 26   | 1     |
| 1980/81 | Stade Lavallois   | Vlag van Frankrijk | Division 1 | 26   | 3     |
| 1981/82 | Stade Lavallois   | Vlag van Frankrijk | Division 1 | 23   | 1     |
| 1982/83 | Stade Lavallois   | Vlag van Frankrijk | Division 1 | 28   | 4     |
| 1983/84 | Stade Lavallois   | Vlag van Frankrijk | Division 1 | 38   | 6     |
| 1984/85 | Stade Lavallois   | Vlag van Frankrijk | Division 1 | 37   | 6     |
| 1985/86 | Stade Lavallois   | Vlag van Frankrijk | Division 1 | 37   | 4     |
| 1986/87 | Brest Armorique   | Vlag van Frankrijk | Division 1 | 38   | 2     |
| 1987/88 | Brest Armorique   | Vlag van Frankrijk | Division 1 | 38   | 1     |
| 1988/89 | Stade Rennais     | Vlag van Frankrijk | Division 2 | 34   | 3     |
| 1989/90 | Stade Rennais     | Vlag van Frankrijk | Division 2 | 21   | 0     |
| 1990/91 | Stade Rennais     | Vlag van Frankrijk | Division 1 | 29   | 0     |
| 1991/92 | Le Havre          | Vlag van Frankrijk | Division 1 | 35   | 0     |
| 1992/93 | Le Havre          | Vlag van Frankrijk | Division 1 | 21   | 1     |
| 1993/94 | Stade Lavallois   | Vlag van Frankrijk | Division 2 | 22   | 1     |
| Totaal  | Totaal            | Totaal             | Totaal     | 465  | 34    |

## Trainerscarrière
Meteen na zijn loopbaan als voetballer ging Goudet als trainer aan de slag bij het bescheiden ES Bonchamp. Zijn eerste succes als coach kende hij in het seizoen 2002/03, toen hij met Le Mans vicekampioen werd in Ligue 2 en naar de hoogste afdeling promoveerde.
De terugkeer in Ligue 1 was echter geen succes voor Le Mans. Goudet kreeg zijn team niet weg uit de degradatiezone en werd ontslagen. Nadien werd hij in de lagere reeksen trainer van onder meer Grenoble Foot 38 en zijn ex-club Brest.
In 2008 zegt Goudet het profvoetbal tijdelijk vaarwel. Hij werkt vervolgens vier jaar in een handelszaak. Hij is van 2010 tot 2014 wel nog trainer van de amateurclub US Changé in zijn geboortestreek Mayenne.
Eind december 2014 keerde hij terug naar het profvoetbal. Hij volgde Erick Mombaerts op als hoofdcoach van tweedeklasser Le Havre. In mei 2015 werd zijn contract verlengd tot 2017, maar toen de club slecht aan het seizoen 2015/16 werd hij in september 2015 ontslagen.
In juni 2016 werd hij in België hoofdcoach van tweedeklasser AFC Tubize. Hij volgde er zijn landgenoot Colbert Marlot op. Na twee speeldagen werd hij ontslagen wegens de slechte resultaten.